# Mike Curb
Pour les articles homonymes, voir Curb (homonymie).
Michael Curb, dit Mike Curb est un compositeur, producteur de cinéma et homme politique américain, né le 24 décembre 1944 à Savannah (Géorgie). Membre du Parti républicain, il est le 42e lieutenant-gouverneur de Californie, en fonction de 1979 à 1983, durant le mandat du gouverneur démocrate Jerry Brown.

## Filmographie

### comme compositeur
- 1952 : Bandstand (série TV)
- 1965 : Skaterdater
- 1966 : Les Anges sauvages (The Wild Angels)
- 1967 : Teenage Rebellion
- 1967 : Thunder Alley
- 1967 : It's a Bikini World
- 1967 : Mondo Hollywood
- 1967 : Le Crédo de la violence (The Born Losers)
- 1968 : The Glory Stompers
- 1968 : Maryjane (en)
- 1968 : The Wild Racers
- 1968 : Les Sept Sauvages (The Savage Seven)
- 1968 : Killers Three
- 1969 : Une si belle garce (The Big Bounce)
- 1969 : The Devil's 8 (en)
- 1969 : Five the Hard Way
- 1969 : The Cattanooga Cats (série TV)
- 1970 : Black Water Gold (TV)
- 1976 : Dixie Dynamite (en)
- 1999 : Family Tree
- 2001 : Zoe

### comme producteur
- 1968 : The Glory Stompers
- 1969 : The Cycle Savages
- 1987 : Body Slam
- 1988 : Voyage of the Rock Aliens
- 1991 : Bikini Island
- 1991 : Twenty-One
- 1995 : Kleptomania
- 1995 : Deadly Past
- 1996 : Wedding Bell Blues
- 1999 : Oxygen
- 1999 : Family Tree
- 2000 : Mexico City
- 2001 : The Proposal
- 2001 : Zoe
- 2001 : Haute surveillance (Out of Line)
- 2001 : Kill Me Later
- 2002 : Romance de rêve (Pipe Dream)
- 2002 : Sasquatch: la créature de la forêt (The Untold)
- 2003 : Tough Luck